# Болести по лозата
Това е списък на болести по лозата.
- Антракноза
- Арабисова мозайка
- Бактериен рак
- Брашнеста мана
- Бренер
- Български латентен вирус
- Бяло гниене
- Бяло кореново гниене
- Глеоспороза
- Доматени черни пръстеновидни петна
- Доматени пръстеновидни петна
- Ескориоза
- Жълто прошарване
- Жълти точки по сорт Ркацители
- Златисто пожълтяване
- Късовъзлие
- Листно завиване
- Листовидни израстъци
- Набраздяване на дървесината
- Мана
- Мозайка по нерватурата
- Некроза по нерватурата
- Некроза по облагородените лози
- Неифекциозна хлороза
- Пирсова болест
- Сиво гниене
- Церкоспороза
- Чернилка
- Черно гниене
- Чума по лозата